# Doble embragatge
|  | No s'ha de confondre amb Transmissió d'embragatge doble. |

La tècnica de doble embragatge és una manera d’equilibrar la velocitat d’una transmissió i un motor quan es canvia de marxa, sobretot cap avall (baixada). Aquest procediment s'ha utilitzat en el passat en camions i cotxes de passatgers. Avui s'utilitza entre els corredors. S'ha substituït per la sincronització en cotxes i camions.
En canviar de marxa, cal igualar les velocitats de gir de la transmissió i dels eixos impulsats. Si això no es compleix hi haurà un efecte conegut pel conductor com a "xerricar de dents", en el qual la velocitat dels engranatges dels eixos s'equilibra mitjançant la interacció mecànica. Si la transmissió no està sincronitzada, el conductor ho ha d’evitar mitjançant l’ús del doble embragatge En desplaçar-se cap amunt, normalment no s'utilitza el doble embragatge, només s'utilitza una doble pressió del pedal de l'embragatge.

## Procediment
- Pas 1: prémer l'embragatge, passar a punt mort i, a continuació, deixar anar l'embragatge
- Pas 2: prémer el pedal de l’accelerador (la dosificació és important per a marxes baixes)
- Pas 3: prémer l'embragatge i posar la velocitat adequada (si es fa correctament, la caixa del canvi entra molt suau)
- Pas 4: deixar anar l'embragatge i continuar conduint

Quan es canvia cap amunt (a una marxa superior), el procediment és el mateix, tret del pas 2.